# 키프로스 정교회
키프로스 정교회(그리스어: Ἐκκλησία τῆς Κύπρου, 튀르키예어: Kıbrıs Kilisesi)는 동방 정교회의 독립 교회 중 하나이다. 교회의 설립자이자 최초의 주교는 사도 바르나바이며, 독립 정교회들 가운데 가장 오랜 역사를 가진 교회 중 하나이다. 431년 안티오키아 정교회로부터 독립했다. 주교좌 소재지는 니코시아이며, 현재 관구 대주교는 흐리소스토모스 2세이다.

## 교회 역사

### 로마 시대
서기 45년 사도 바울로는 바르나바와 바르나바의 친척인 복음사가 마르코와 함께 키프로스에 와서 기독교를 전파했다. 살라미스에 도착한 그들은 섬을 가로질러 파포스에 가서 그곳에 있는 로마 총독 세르기우스 파울루스를 기독교로 개종시켰다. 서기 50년 바르나바는 마르코와 함께 키프로스를 다시 찾아 살라미스를 자신의 본거지로 삼았다. 그는 키프로스의 초대 주교로 여겨진다. 전승에 의하면 서기 61년경에 바르나바가 살라미스 외곽에 거주한 유대인들이 던진 돌을 맞고 순교했다고 한다.
키프로스섬에 기독교를 전파하는데 공헌한 주교들은 키티온의 주교 라자로와 타마소스의 주교 이라클레이디오스, 솔로이의 주교 아브시비오스, 키레니아의 주교 테오도토스 등이 있다.
4세기 말 무렵에 이르러서 기독교는 키프로스섬 전역에 널리 퍼졌다. 이 때 키프로스의 주교는 에피파니오였다. 당시 주교좌는 살라미스에 있었는데, 나중에 콘스탄티아로 개명되었다.
431년 에페소스 공의회에서 안티오키아 총대주교의 반대에도 불구하고 제논 황제의 칙령에 따라 교회의 독립이 승인되었다. 에페소스 공의회가 소집되기 전에 안티오키아 총대주교가 키프로스 교회의 독립권을 폐지하려고 하자 키프로스의 사제단이 일제히 비판하고 나섰다. 공의회는 키프로스 교회의 독립권을 규범 제8조로 비준했다.
478년 키프로스 관구 대주교 안테미오스는 환시를 체험한 후, 바르나바의 무덤과 그의 성해를 발견했다. 성인의 가슴 부위에는 마태오 복음서 사본이 놓여 있었다. 교회의 설립자로 전해진 바르나바의 성해 발굴로 키프로스 교회는 자신의 주장에 대한 설득력을 얻어 황제의 지지를 받을 수 있었다. 제논은 키프로스 교회의 위상을 확인하고 관구 대주교에게 진사가 들어간 주홍색 잉크로 서명하고, 전례복 속에 검은색 장삼 대신에 비싼 염료가 들어간 자줏빛 옷을 입고, 주교 지팡이 대신에 왕홀을 사용하는 등 세 가지 특권을 부여했다.
그리고 수백 년이 흘러 키프로스는 아랍의 침략에 크게 시달렸으며, 유스티니아노스 2세 재위기간 동안 콘스탄티아와 쿠리온, 파포스 등이 약탈당했다. 황제의 권고에 따라 관구 대주교는 생존자들과 함께 다르다넬스로 피신해 키지코스 인근의 에르데크에서 황제의 이름을 따서 노바 유스티니아나(그리스어: Νέα Ιουστινιανή 네아 유스티니아네[*])라는 도시를 세웠다. 692년 퀴니섹스툼 공의회는 망명자가 된 관구 대주교의 지위와 특권을 재확인했으며, 698년 아랍인들이 키프로스에서 쫓겨나자 관구 대주교는 다시 돌아와 노바 유스티니아나와 키프로스 전역의 관구 대주교라는 직함을 보유하여 오늘날까지 유지하고 있다.

### 십자군 시대
키프로스 왕국 수립 후, 가톨릭 왕들은 정교회 주교의 숫자를 14명에서 4명으로 줄이고 나머지를 추방했다. 관구 대주교는 니코시아에서 모르푸 인근의 소리아 지역으로 거처를 옮겼으며, 라르나카의 주교는 레프카라 마을로 거처를 옮겨야 했다. 남아있는 정교회 주교들은 교계제도상 해당 지역의 가톨릭 주교들의 밑에 있었다. 더 나아가 여러 수도원들의 재산도 몰수당했다. 그러나 이러한 박해에도 불구하고 그리스 키프로스인들의 신앙을 바꾸는데는 성공하지 못했다.
초반의 마찰에도 불구하고 두 교회는 점차 평화롭게 공존하게 되었다. 정교회 신자들은 키프로스, 특히 파마구스타의 경제 발전에 따른 몇 가지 혜택을 같이 받았다. 정교회 성 요르요스 대성당(현재 폐허 상태)은 근처에 있는 가톨릭 성 니콜라오 대성당(1571년 이후 이슬람교의 모스크로 이용)만큼 높고 기념비적 건물로 세워졌으며, 고딕 건축과 비잔티움 건축의 융합이 일어나기도 했다.
프랑크족의 뒤를 이어 1489년 베네치아 공화국이 키프로스를 통치했으나 정교회의 사회적 위치는 크게 변하지 않았다.

### 오스만 시대
1571년 오스만 제국이 키프로스를 정복하면서 정교회는 키프로스의 유일한 합법적 교회로 인정되었다. 오스만 제국은 정교회를 기독교 신자들의 대표자로 간주했으며, 세금을 징수하는 책임을 맡겼다. 특히 세금에 관해서는 무슬림들과 비무슬림들에 대한 오스만 제국의 정책이 서로 달랐기 때문에 일부 그리스도인들이 이슬람교로 개종하기도 했다.
오스만 제국 통치기에 키프로스 교회의 위상은 각 종교 공동체가 해당 지역의 행정 관리에게 주민들의 요구사항을 전달하는 밀레트 제도가 실행되면서 크게 상승하였다. 오스만 제국은 라틴인들의 영향력은 감소시키려고 했던 반면에 키프로스 정교회에 대해서는 조심스럽게 다루어 그들의 신임을 얻었다. 오스만 제국은 성당에 대한 안전을 보장함으로써 그들이 자유롭게 종교 생활을 할 수 있게 해주었으며, 집과 땅을 구입해 상속할 수 있는 권리도 허락했고, 키프로스 섬의 다른 기독교 교파들에 대한 정교회의 우월권을 인정했다.
이후 교회는 세속 문제에 개입할 수 있는 큰 영향력을 갖게 되어 19세기 초반에는 관구 대주교가 키프로스의 재정을 장악해 실질적인 지배자로 군림했다. 1804년 수도와 수도와 인접한 부락에서 터키인들이 식량 부족에 직면하자 관구 대주교에게 항의하는 시위를 처음으로 조직했다. 이는 우연히 일부 오스만군이 수송 중이었기 때문에 벌어진 일이었고, 곧 진정되어 다시 예전의 일상생활로 돌아간 것처럼 보였다 1821년 그리스 독립 전쟁이 발발하자 키프로스의 그리스인들은 동참하자 퀴취크 메흐메트 등이 이들을 선동한 주교들과 키프로스의 그리스인 평신도 지도자들을 고발했다. 그리하여 키프로스의 키프리아노스 관구 대주교와 파포스와 키티온, 키레니아의 주교들이 기타 주요 성직자 및 시민들과 함께 체포되었다. 키프리아노스 관구 대주교와 그의 수석보제는 교수형에 처해졌으며, 주교 세 명은 참수되었고, 주요 인사들은 예니체리로 징병되었다. 키프로스 정교회는 재량권 남용에 대해 혹독한 대가를 치러야 했다. 이 사건은 키프로스 정교회와 오스만 정부 사이에 일어난 최악의 사건이었으며, 양측의 관계가 본격적으로 틀어진 계기가 되었다.

### 영국 식민지 시대
1878년 영국이 키프로스를 매입하면서 오스만 제국 시절에는 금지됐던 성당의 타종 허가 등 더 많은 종교적 자유를 누리게 되었다. 이러한 정치적 변화로 인해 이슬람교로 개종한 일부 키프로시 주민들도 다시 정교회로 개종하기도 했다. 이와 거의 동시에 관구 대주교직 승계에 대한 위기를 겪기도 했다. 관구 대주교의 두 후보자인 키릴로스 2세와 키릴로스 3세는 주로 정치적 견해를 달리 했다. 전자는 민족주의자였고 후자는 온건파였다.
비록 영국 통치기에 교회가 더 많은 자유를 누리기는 했지만, 영국 행정부는 사안에 따라 교회 운영 및 기타 문화 활동 분야에 개입하기도 했다. 이로 인해 1931년 10월 키프로스 입법회의 일원이기도 한 주교들의 주도 아래 폭동이 일어났다. 반란을 일으킨 죄목으로 키티온의 니코데모스 주교와 키레니아의 마카리오스 주교는 유배되었고, 관구 대주교 선출이 규제되었다. 그 결과, 키릴로스 3세 관구 대주교가 안식한 1933년부터 파포스와 레온티오스의 주교가 새 관구 대주교로 선출된 1946년까지 관구 대주교직은 공석 상태가 되었다.
1950년 마카리오스 3세가 관구 대주교로 선출되었다. 매우 지적인 인물인 그는 키티온의 주교로 있던 시절에 민족운동을 전개하였다. 1949년에 그는 사도 바르나바 신학교를 세웠으며, 1950년에는 키프로스와 그리스의 합병안에 대한 국민 투표를 이끌었다. 관구 대주교로 있던 시절에 그는 1955년부터 1959년까지 EOKA 해방운동의 정치 지도자였다. 영국은 이러한 그의 활동을 문제 삼아 그를 세이셸로 추방했다.

### 키프로스 독립
1960년 마카리오스 3세 관구 대주교가 새로 건국된 키프로스 공화국의 대통령으로 선출되었다. 그러나 마카리오스가 세 주교들과 불화를 겪으면서 교회 내부에서 쿠데타가 벌어지게 됐다. 파포스와 키티움, 키레니아의 주교들은 마카리오스를 넘어뜨리려는 음모를 꾸미다가 적발되어 쫓겨났다. 그리고 추가적으로 키티온 교구에서 리마솔 교구가, 키레니아 교구에서 모르푸 교구가 분리 신설되는 조치가 취해졌다. 1974년 7월 15일 쿠데타가 일어나 마카리오스 3세 관구 대주교는 강제로 키프로스 섬에서 쫓겨났다. 그는 1974년 12월에 다시 귀국했다.

### 터키의 침공
쿠데타에 이어 1974년 7월 20일 터키의 침공이 일어나면서 키프로스 정교회는 큰 시련을 겪게 됐다. 키프로스 영토의 35%가 터키군이 점령했기 때문에 수십만 명의 정교회 신자가 터키인들의 압제를 피해 피난길에 올랐다(1차적으로 2만 명). 2001년 5월 기준으로 북키프로스에는 그리스 정교회 신자 421명과 마론파 155명만이 남아 있다.
키프로스 정교회가 겪은 또 다른 수난은 많은 성당과 성화가 파괴된 것이다. 비잔티움 양식의 성화와 프레스코화, 모자이크화는 물론 많은 성당이 중개상들에 의해 약탈당해 암거리 시장에 내다 팔렸다. 약탈의 가장 대표적인 사례 중의 하나는 미국 인디애나 폴리스 법원의 판결에 따라 마침내 키프로스 정교회가 환수받은 6세기경 카나카리아에서 제작된 표상의 성모(Panagia) 이콘이다. 북키프로스에는 모스크나 박물관으로 전환되거나 방치된 성당과 경당, 수도원이 514채나 있다.

### 근황
1977년 8월 3일 마카리오스 3세가 안식하고 흐리소스토모스 1세가 뒤를 이었다. 1979년 키프로스 정교회의 새 권리 헌장이 작성되어 1914년의 기존 헌장을 대체하는 것이 승인됐다.
흐리소스토모스 관구 대주교는 말년에 알츠하이머 병에 걸려 수년 동안 주교직을 제대로 수행하지 못했다. 2006년 5월 세계 총대주교 바르톨로메오스 1세는 흐리소스토모스에게 명예로운 은퇴를 요청하는 교회 원로 회의를 주재했다.
그리하여 오랜 선거 끝에 2006년 11월 5일 65세인 파포스의 수도 대주교 흐리소스토모스가 새 관구 대주교에 선출되어 흐리소스토모스 2세가 되었다.

## 행정과 시노드

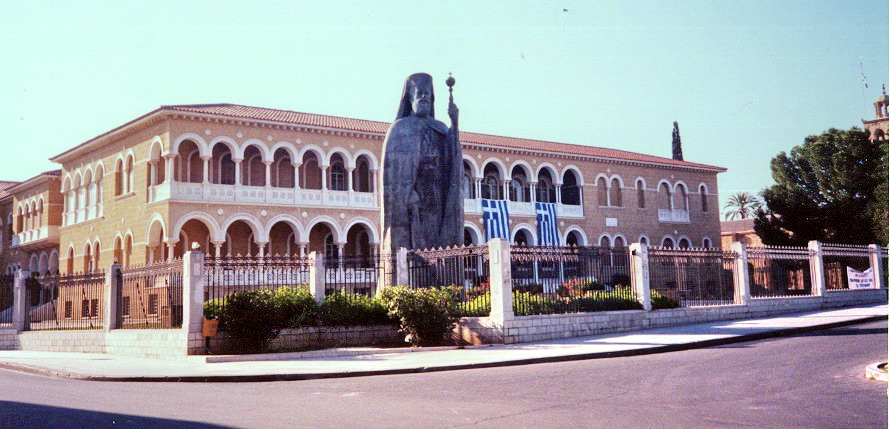
마카리오스 3세 관구 대주교 동상과 니코시아의 관구 대주교 관저

키프로스 정교회 시노드는 키프로스 정교회의 최고 권위 기관이다. 시노드의 역할은 키프로스 정교회와 관련한 모든 사안을 검토하고 처리하는 것이다. 지난 수십 년 동안 수차례 시노드의 구성 인원이 바뀌었으며, 현재는 총 17명이다. 키프로스 정교회 시노드 의장은 노바 유스티니아나와 키프로스 전역의 관구 대주교인 흐리소스토모스 2세 디미트리우이다.

### 관구 대주교
- 노바 유스티니아나와 키프로스 전역의 관구 대주교

### 수도 대주교
- 파포스의 수도 대주교
- 키티온(라르나카)의 수도 대주교
- 키레니아의 수도 대주교
- 리마솔의 수도 대주교
- 모르푸의 수도 대주교
- 콘스탄티아와 아모코스토스의 수도 대주교
- 키코스와 틸리리아의 수도 대주교
- 타마소스와 오레이니의 수도 대주교
- 트리미투스의 수도 대주교

### 교구 주교
- 카르파시아의 주교
- 아르시노에의 주교
- 아마토스의 주교

### 명의 교구 주교
- 레드라의 주교
- 키트로스의 주교
- 네아폴리스의 주교
- 메사오리아의 주교

## 같이 보기
- 그리스 정교회